# 여로 (1968년 영화)
여로는 이만희 감독의 1968년작 영화이다. 

## 줄거리
인민군의 야전 병원에서 국군 포로의 피를 뽑아 인민군 부상병을 구한다는 내용이다. 회의에 빠진 인민군 군의관으로 신성일이 나오고, 국군 포로 장교로 남궁원, 그와 사랑에 빠지는 인민군 간호장교 역을 윤정희가 맡았다. 

## 출연
- 신성일
- 윤정희
- 남궁원
- 김석훈
- 박암
- 전창근
- 한성
- 이동민

## 제작
- 감독 이만희
- 각본 박찬성